# تاغیت
تاغیت (به عربی: تاغیث) یک شهرداری در الجزایر است که در استان بشار واقع شده‌است.

## خصوصیات
تاغیت ۸٬۰۸۰ کیلومترمربع مساحت و ۶٬۳۱۷ نفر جمعیت دارد و ۶۲۳ متر بالاتر از سطح دریا واقع شده‌است.